# 広瀬川原車両基地
広瀬川原車両基地（ひろせがわらしゃりょうきち）は、埼玉県熊谷市大麻生2229-3にある秩父鉄道の車両基地である。

## 概要
広瀬川原車両基地は、ひろせ野鳥の森駅 - 大麻生駅の間にある貨物駅の広瀬川原駅に隣接し、1969年（昭和44年）3月、熊谷駅の南側に設置されていた工場および検車区を移転して設置したものである。構内には秩父鉄道を走る全ての車両が所属する熊谷車両区、全般検査等を行う熊谷工場等の車両検査・修繕施設のほか、東側には転車台もある。

## 一般公開
2004年（平成16年）までは一般には非公開だったが、2005年（平成17年）6月4日にイベントを開催し、初めて一般公開した。好評だったことから、翌2006年（平成18年）5月14日には「2006 わくわく鉄道フェスタ」と題して公開。2007年（平成19年）5月19日にも同名で開催し、以後毎年同イベントを5月中旬頃に実施している。2020年には、3月に秩父鉄道としては初めての電気機関車運転体験イベント、8月には回送列車に同乗して訪問するツアーの開催を告知している。しかし、2021年以降は、新型コロナウイルスの影響で、「わくわく鉄道フェスタ」の開催場所を三峰口駅に隣接している秩父鉄道車両公園に会場を変更していた。2023年には再度車両基地において開催されることとなった。

## 整備済み車両の車体に記される略号
- 熊谷工

## 歴史
- 1969年（昭和44年）3月 - 熊谷工場の当地への移転に伴い発足[10]。
- 1969年（昭和44年）6月 - 熊谷検車区当地へ移転[10]。
- 2005年（平成17年）6月4日 - 初の一般公開イベント開催（わくわく鉄道フェスタ）。以後、毎年5月中旬頃に実施[4]。
- 2012年（平成24年）8月6日 - 午前9時32分頃、C58 363が構内で入替中に脱線事故発生[11]。
- 2013年（平成25年）3月15日 - 東日本旅客鉄道（JR東日本）よりC58 363が返却[注 5]。同月20日の「パレオエクスプレス」2013年ファーストランイベント（熊谷駅にて開催）から運転再開[12]。

## 配置車両
2017年（平成29年）4月1日時点の配置車両を示す。
| 電車 | 気動車 | 機関車 | 客車 | 貨車  | 合計  |
| ---- | ------ | ------ | ---- | ----- | ----- |
| 53両 | 0両    | 18両   | 4両  | 134両 | 205両 |

### 電車
- 5000系（旧都営地下鉄6000形）
- 6000系（旧西武新101系）
- 7000系（旧東急8500系）
- 7500系（旧東急8090系）
- 7800系（旧東急8090系）

### 客車
- 12系（旧国鉄12系）

### 機関車
- C58形蒸気機関車[注 6]
- デキ100形
- デキ200形
- デキ300形
- デキ500形

### 貨車
- スム4000形
- トキ500形
- ヲキ・ヲキフ100形
- ホキ1形

### 入換機関車（無車籍）
- D15 - 1969年日本車両製・元西武鉄道D15、1997年（平成9年）より使用[13]。

### 過去の配置車両
- 100形
- 300系  (急行秩父路）
- 500系 （自社発注最後の新車）
- 800形 (旧小田急電鉄1800形)
- 1000系（旧国鉄101系）
- 2000系（旧東急7000系）
- 3000系 (旧JR東日本165系で急行秩父路用二代目車両。同社初の冷房搭載車。）

## 保存車両

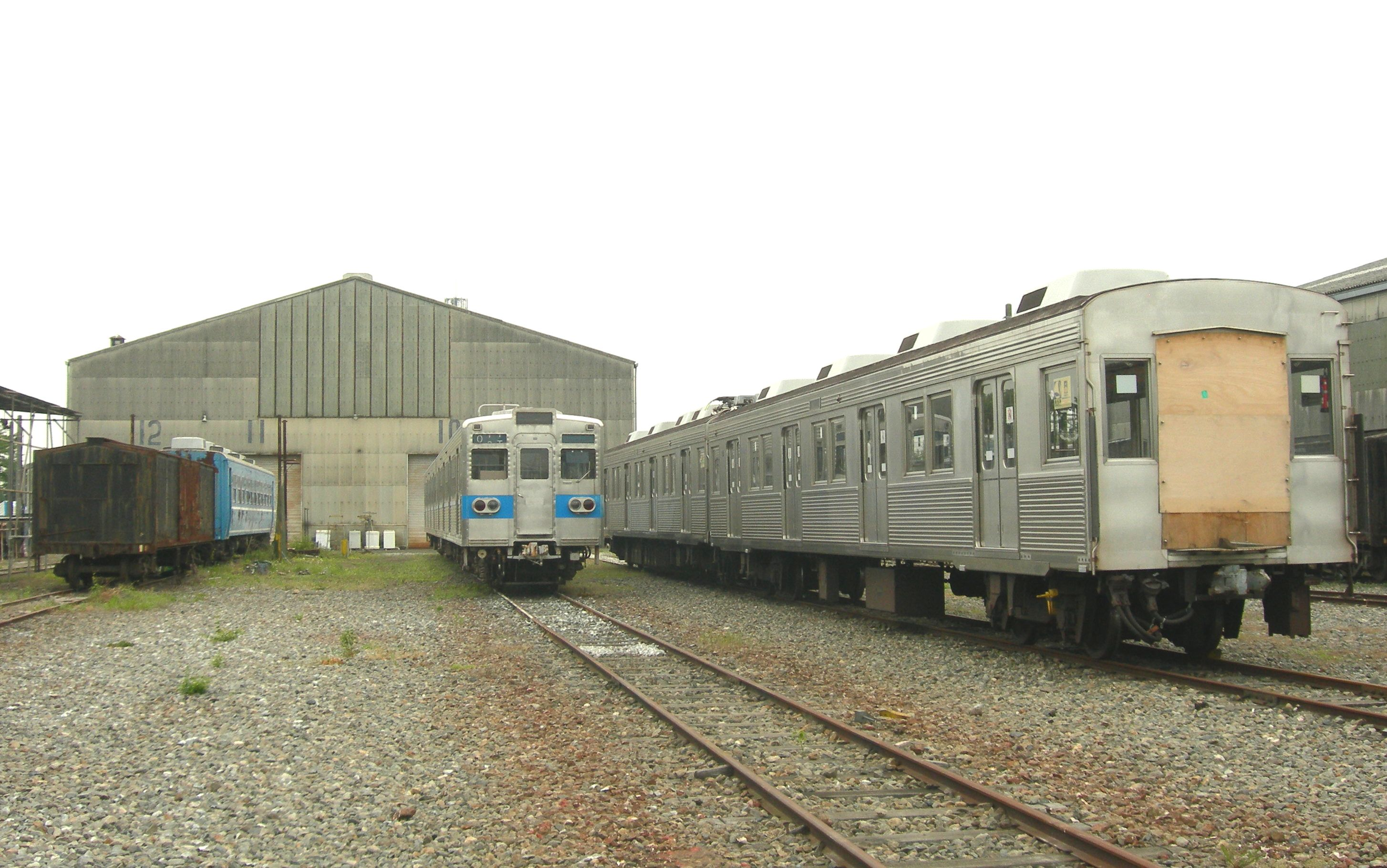
車籍外車両（2009年5月16日撮影）

2017年4月1日までに当車両基地に保存されている車両を示す。

デキ101 
- 2006年3月31日車籍抹消[15]。デキ100形の1号機。
- 1951年（昭和26年）に日立製作所にて製造されたBB箱形電気機関車元・デキ8。翌1952年（昭和27年）2月1日に架線電圧が1200V → 1500Vへ昇圧された際に、現番号へ改番された。
- 運用離脱後、構内で留置されていたが、2006年の一般公開で整備され茶色塗装となった姿で展示された[16]。

保存車ではないが、車籍外車両として5000系（元・都営6000形）や12系客車なども留置されている。これらは車窓や、敷地外から見ることができる。

### 過去の保存車両
デキ2
- 1922年（大正11年）米国WH（ウェスチングハウス）社製37tBB凸形電気機関車。1994年（平成6年）11月30日廃車[17]。

デハ805
- 800系（旧小田急電鉄1800形）の制御電動車。熊谷工場内で休憩所として利用されていた[18][19]が、解体された[20]。

## 周辺
- 大麻生陸閘(りくこう)